# Notopleura cocleensis
Notopleura cocleensis är en måreväxtart som beskrevs av Charlotte M. Taylor. Notopleura cocleensis ingår i släktet Notopleura och familjen måreväxter. Inga underarter finns listade i Catalogue of Life.